# ایو روبر
ایو رُبر (فرانسوی: Yves Robert‎; ۱۹ ژوئن ۱۹۲۰ – ۱۰ مهٔ ۲۰۰۲) کارگردان، فیلم‌نامه‌نویس، تهیه‌کننده، و هنرپیشه اهل فرانسه بود که بین سال‌های ۱۹۴۸ تا ۲۰۰۱ میلادی فعالیت می‌کرد.